# Plateau de Pasemah

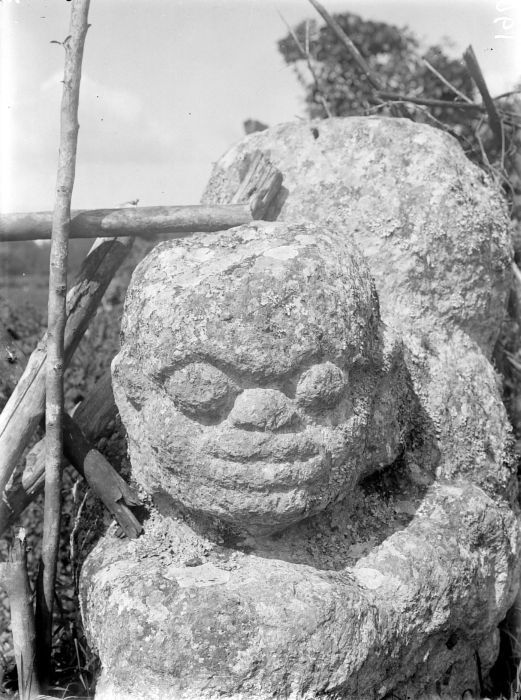
Tête sculptée dans la pierre à Tegurwangi

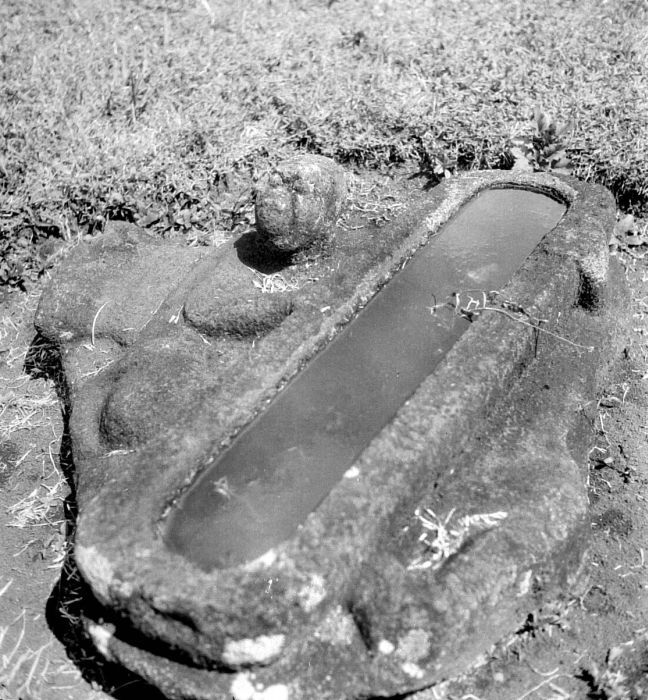
Auge en pierre à Pagar Alam (photo prise en 1939)

Le plateau de Pasemah est une région située dans la province de Sumatra du Sud, en Indonésie, entre les villes de Lahat et Pagar Alam. Il a été nommé d'après la population qui l'habite, les Pasemah. Il compte de nombreux sites mégalithiques, généralement datés du début de notre ère.

## Géographie
Le plateau de Pasemah s'étend sur environ 70 km sur un axe nord-ouest / sud-est, le long d'une large vallée située entre les monts Bukit Barisan, à l'ouest, et la petite chaine Gumai, à l'est. Le plateau, d'une altitude comprise entre 500 et 1 000 mètres, est couvert de plantes Imperata et est dominé par le volcan Dempo, haut de 3 150 mètres, qui s'élève à mi-chemin de la vallée. L'accès au plateau se fait par l'est, le long des rivières Musi et Lematang, par un passage assez raide depuis la ville de Lahat.

## Mégalithes
Le Sud de Sumatra est riche en zones mégalithiques, parmi lesquelles figure le plateau de Pasemah. On y a répertorié 26 sites mégalithiques, dispersés sur une zone d'environ 80 km2.
Dans les premiers siècles de notre ère, la région autour de Pagar Alam (710 m d'altitude), actuelle capitale administrative du kota et du plateau, était le siège d'une culture locale active qui érigeait et gravait de nombreux monuments monolithiques, notamment des alignements mégalithiques, des blocs cupulaires, des auges gravées de figures humaines, des sanctuaires en terrasse, des dolmens à trois supports, des chambres funéraires mégalithiques, et de nombreux autres mégalithes gravés de figures humaines ou animales.

## Liste des sites
Les principaux sites du plateau de Pasemah sont :
- Tinggihari,
- Tanjungsirih,
- Pulaupinang,
- Lubukbuntak,
- Pulaupanggung,
- Air Puar,
- Tebing Tinggi,
- Geramat,
- Mingkil,
- Nanding,
- Tebatsibentur,
- Tanjung Arau,
- Tegur Wangi,
- Belumai,
- Kotaraya Lembak,
- Muaradua,
- Bandaraji,
- Gunungkaya,
- Muara Tebu, et
- Pagar Alam

## Le site de Benua Keling Lama
Le site de Benua Keling Lama (la vieille terre des Keling en français) se trouve à la transition entre les hautes et les basses terres. On y trouve un site fortifié et une zone où sont dispersés une cinquantaine de tertres d’une hauteur de 50 cm à 1 m. Certains tertres possèdent des pierres dressées, des alignements de pierre, des parements de pierre, ou ce qui ressemble à des pierres tombales. On trouve également des rochers sculptés représentant des guerriers montés sur des éléphants ou des buffles, des hommes luttant contre un serpent, divers animaux. L’un des tertres, que les locaux appellent Makam Bunga (la tombe aux fleurs), est présentée comme étant la tombe du fondateur des Pasemah, les habitants de la région. Ceux-ci disent du site qu'il est « hanté ».
La datation la plus ancienne obtenue par le carbone 14 d'objets trouvés lors de fouilles sur le site est de 3 600 ans avant le présent. La découverte d'un fragment d'herminette en silex poli atteste d'une culture néolithique. On peut supposer que les hautes terres ont été colonisées pour leurs ressources en « bonnes » terres volcaniques pour l’agriculture.
La géologie révèle une phase de transition datée de 300 à 800 de notre ère. On a trouvé des tambours de bronze de style Dong Son. Le site passe alors à l’âge des métaux et fait probablement partie d'un circuit d'échange avec le monde extérieur. Comme le plateau est relié par fleuve à la ville de Palembang, on pense que le site avait des liens avec le royaume de Sriwijaya, qui contrôlait le trafic maritime dans le détroit de Malacca entre les VIIIe et XIIIe siècles.
Puis au XIVe siècle apparaissent des sépultures, auxquelles est attachée une tradition orale.
Le nom de Keling vient de Kalinga, un ancien royaume de l'État indien d'Odisha. La tradition orale pourrait ici témoigner d'échanges avec l'Inde ancienne.

## Galerie

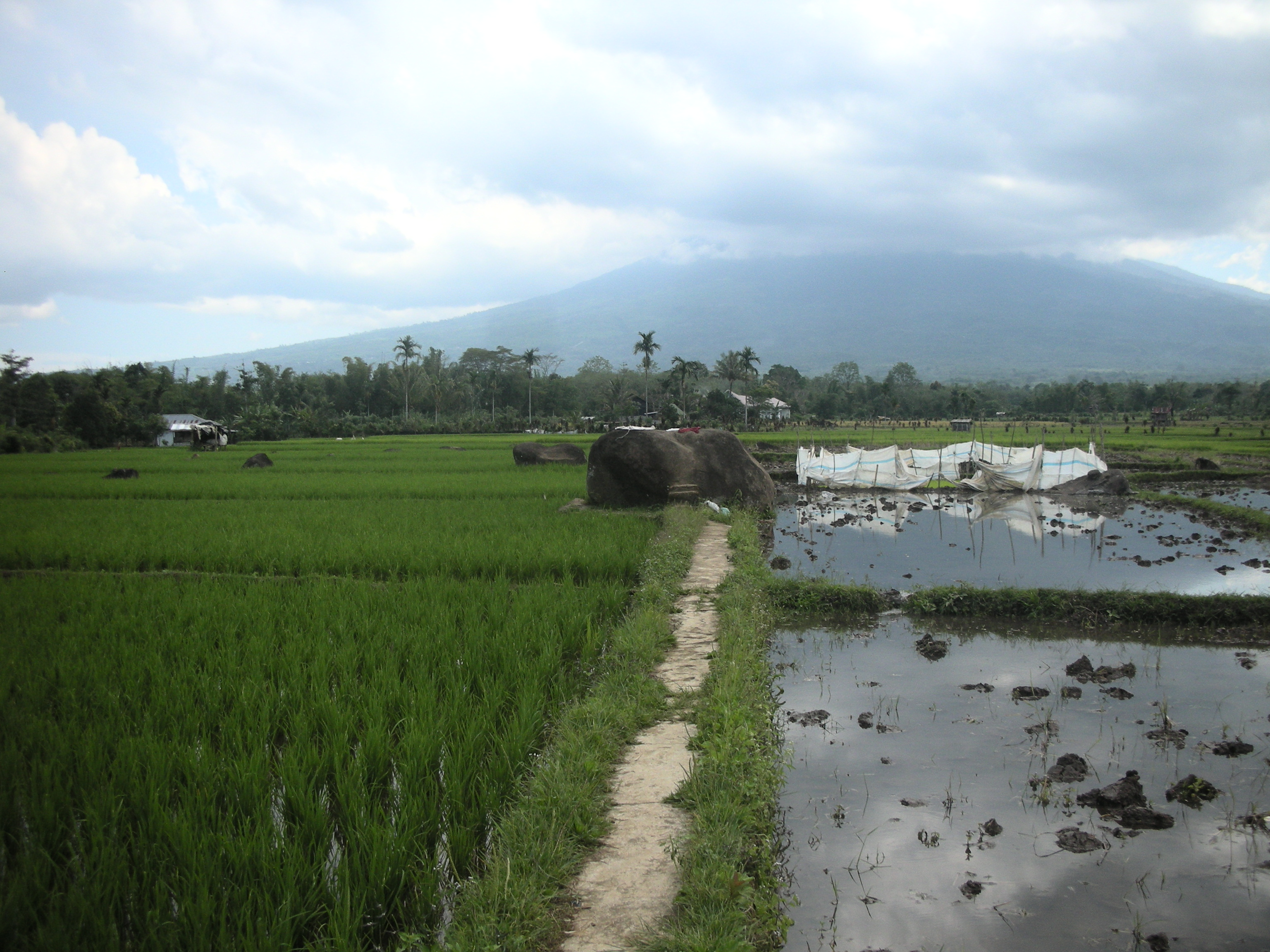
Le site mégalithique de Tanjungaro
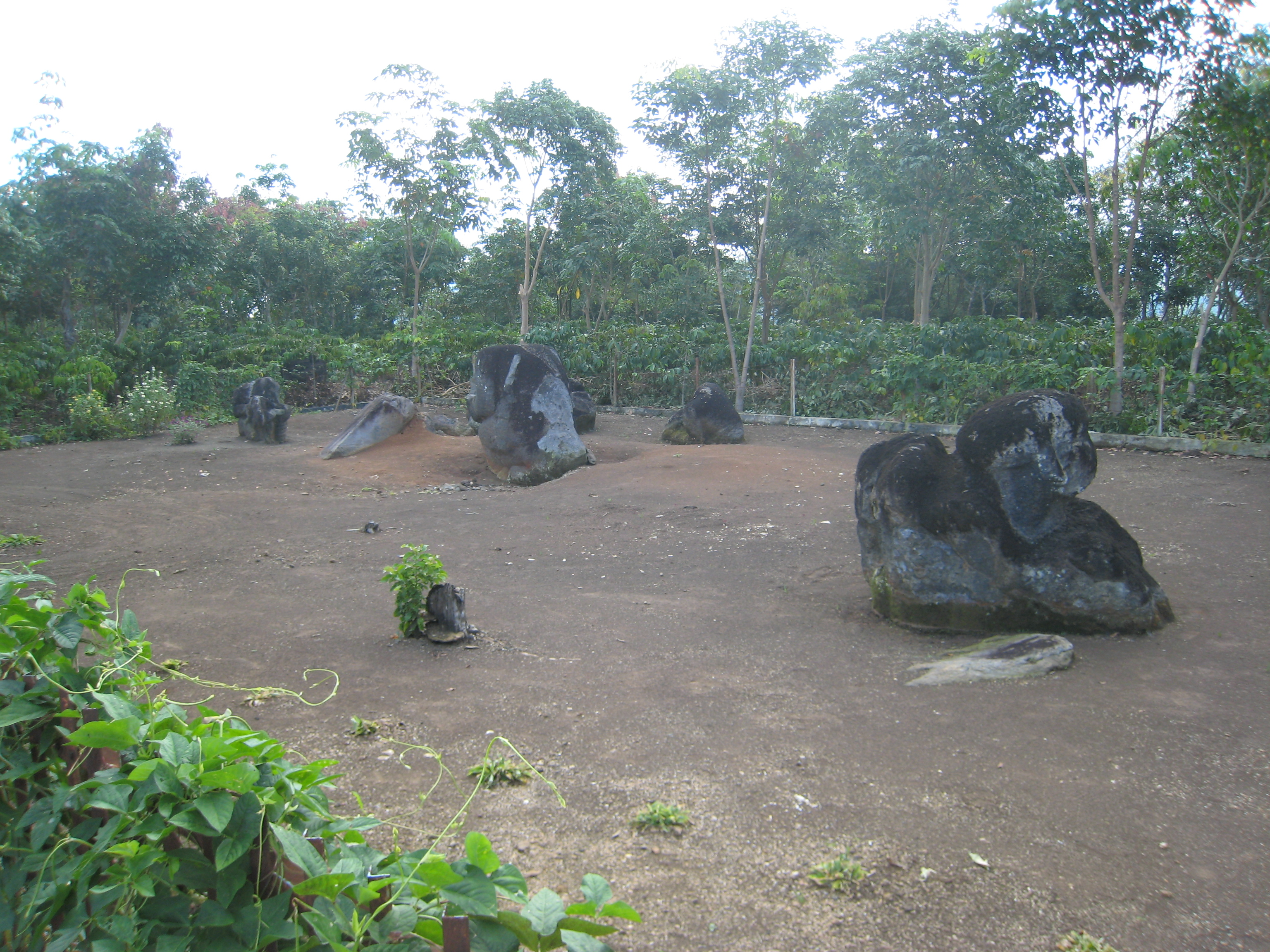
Le site mégalithique de Rinduhati
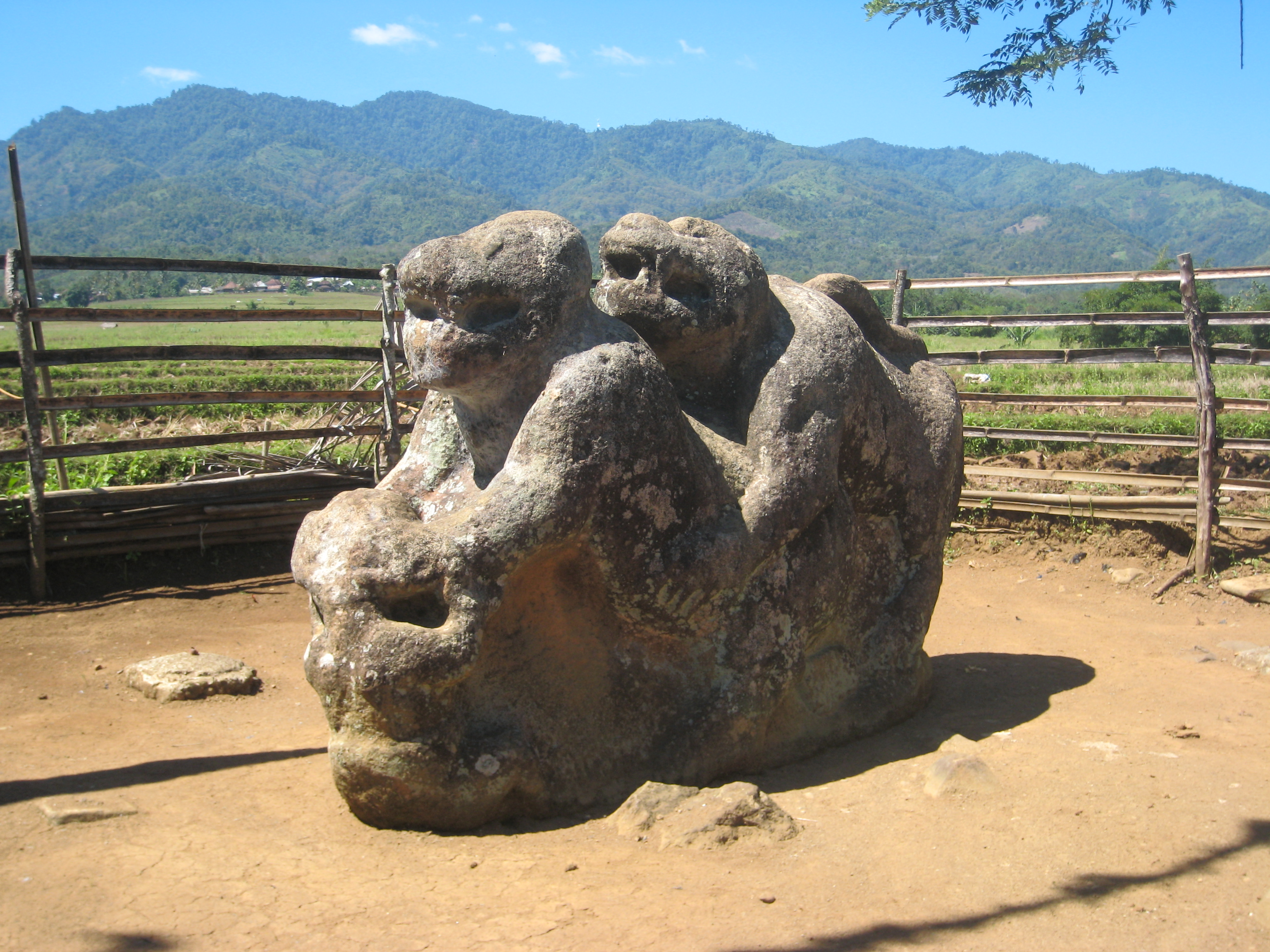
Mégalithe en forme de tigres
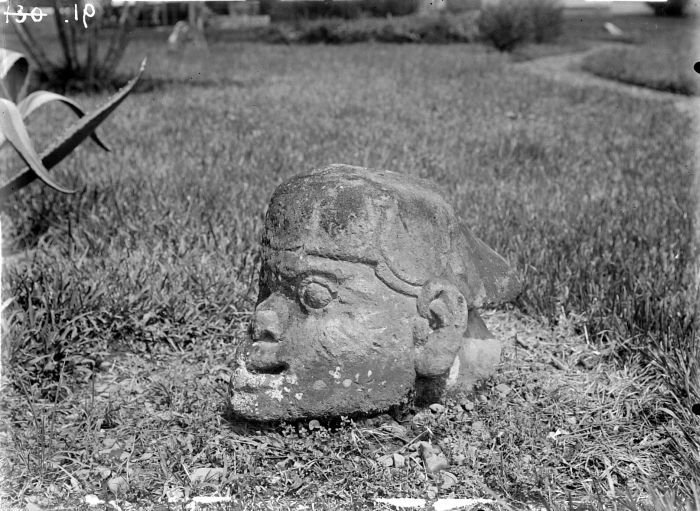
Tête sculptée dans la pierre dans un jardin à Pagar Alam (1931)

## Transport
Pasemah est accessible depuis Pagar Alam. De là, on gagne le village de Tegurwangi, à 8 km de Pagar Alam, où on trouve une tombe et des sculptures humaines. De Tegurwangi, on se rend à Belubai, situé à 3 km, où on trouve un éléphant de pierre, d'autres tombes et d'autres statues. Non loin se trouvent les sculptures de Tanjung Aru.
On se rend à Pagar Alam, soit depuis Palembang, la capitale de la province de Sumatra du Sud, soit depuis Bengkulu, à 175 km.